# Vercingétorix
Vercingétorix (c. de 80 a. C. en Auvernia- 46 a. C. en Roma) era hijo del líder galo Celtilo, de la tribu de los arvernos. A finales de la guerra de las Galias, unió a la mayoría de las tribus galas con el objetivo de enfrentarse a Julio César y expulsarlo de sus territorios. Vencido en Alesia (52 a. C.), fue apresado y encarcelado en el Tullianum durante seis años hasta que fue ejecutado tras celebrarse el triunfo de César. Sus hijos fueron educados como romanos.
Vercingétorix fue uno de los primeros líderes galos que lograron acaudillar a una parte importante de la nación gala, mostrando verdadero talento militar al enfrentarse al más grande de los estrategas de su tiempo, Julio César. Bajo el reinado de Napoleón III, se empleó considerablemente su figura como representante de la civilización galorromana. Posteriormente, durante el enfrentamiento franco-alemán, encarnó la figura mítica y patriótica del pueblo francés, que lo convirtió en parte importante de su historiografía durante el siglo XIX. Entre 1870 y 1950 se convirtió a ojos de las nuevas generaciones de escolares en el primer líder de Francia.

### Fuentes primarias

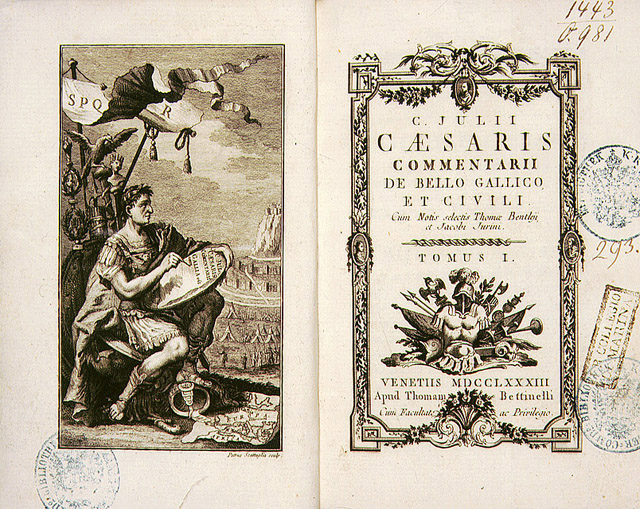
Comentarii de Bello Gallico de César. Edición de 1783.

#### Retrato

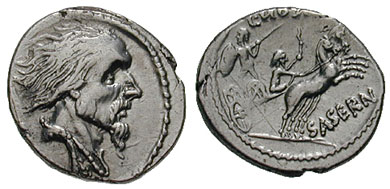
Moneda de 48 a. C. acuñada en Roma; es posible que represente a Vercingétorix, por entonces cautivo.

#### Situación de la Galia en el

La confederación edua, aliada con los romanos, se enfrentó a los arvernos y sécuanos.

#### La guerra de las Galias

Las campañas de César.

#### Toma de poder

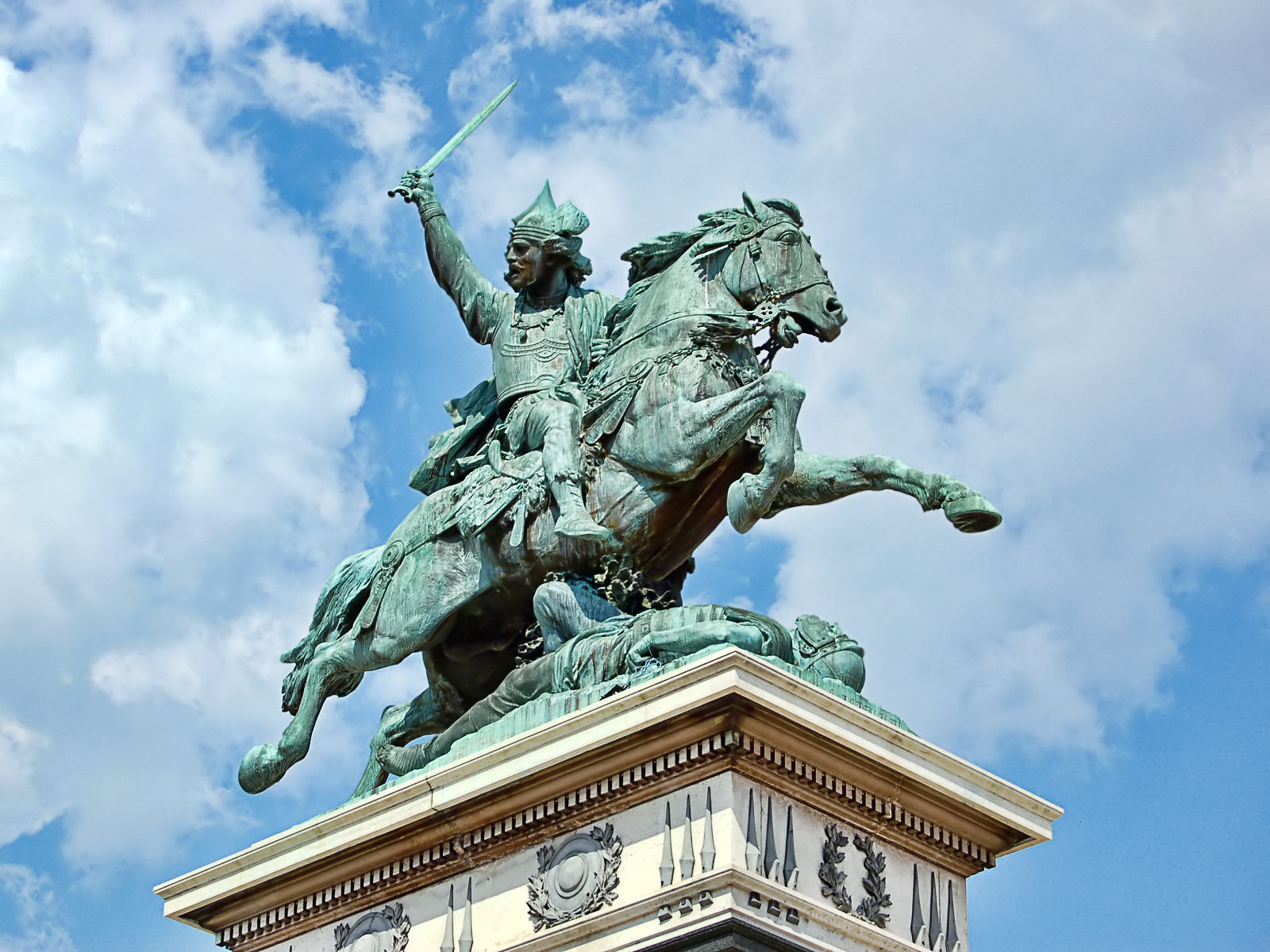
Estatua ecuestre de Vercingétorix de Bartholdi en Clermont-Ferrand.

#### Victoria de Gergovia (junio de 52 a. C.)

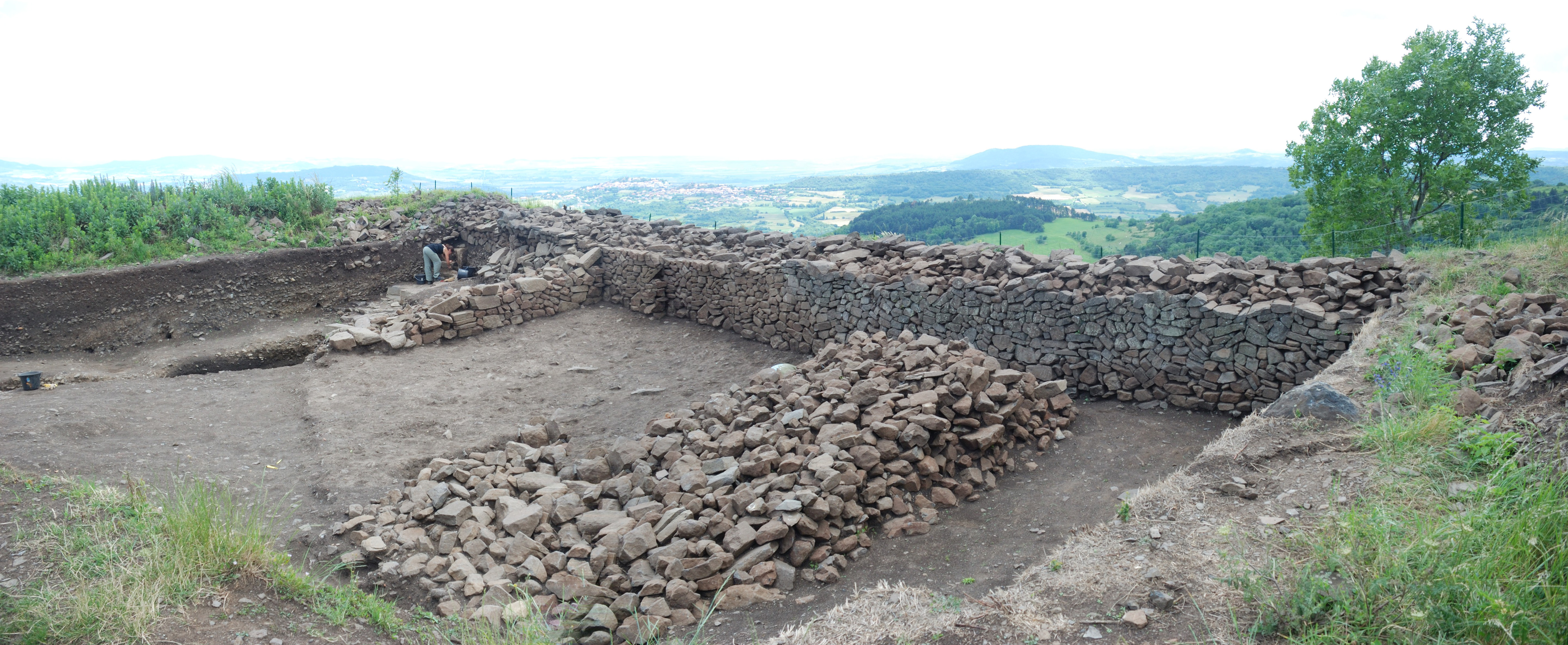
Muro del oppidum en las llanuras de Gergovia.

### La rendición de Alesia (octubre 52 a. C.)

Vercingétorix arroja sus armas a los pies de Julio César por Lionel Noel Royer (1899). Museo Crozatier, en Le Puy-en-Velay.

## Biografía